# 安藤信和
安藤 信和（あんどう のぶかず、1920年〈大正9年〉3月30日 - 2014年〈平成26年〉12月29日）は、昭和・平成期のアメリカンフットボール功労者。旧磐城平藩主安藤家16代当主。

## 人物
1920年（大正9年）3月30日、子爵安藤信昭（旧磐城平藩主安藤家15代当主）の次男（第3子）として、東京都に生まれる。母は、閑院宮載仁親王と同妃智恵子の第1女子・恭子女王（ゆきこじょおう）である。
東京府立第六中学校（現：東京都立新宿高等学校）を経て、1937年（昭和12年）に立教大学予科へ入学。入学後すぐアメリカンフットボール部に入り、ラインとして活躍した。1942年（昭和17年）に立教大学を卒業。
1952年（昭和27年）、関東大学連盟理事に就任。 1954年（昭和29年）より審判活動に従事し、1960年（昭和35年）には、関東地区審判組織の部長となった。1964年（昭和39年）、審判協会が設立されると初代理事長を務める。この間、多くのボウルゲーム主審を担うとともに、公式記録の制定に貢献した。
1979年（昭和54年）より12年間、日本アメリカンフットボール協会理事長を務め、退任後は同協会顧問を務めた。
2004年（平成16年）7月3日、日本アメリカンフットボールの殿堂顕彰者となる。
2014年（平成26年）12月29日、逝去。94歳没。墓所は多磨霊園。

## 親族
- 父：子爵安藤信昭（旧磐城平藩主安藤家15代当主）
- 母：恭子女王（閑院宮載仁親王第1女子）

- 兄弟姉妹：信敬 - 朋子（菅沼文哉夫人） - 信和 - 信暉 - 祥子（佐々木勝順夫人） - 康子（野井正晴夫人） - 治子